# Mnasiteo
Mnasiteo (en griego: Μνησίθεος) fue un pintor griego que vivió en el siglo III a. C., del cual sólo se conoce su nombre, al no tener constancia de obra.
Plutarco lo cita en su obra Vidas Paralelas (Tomo VII) al referir los incidentes de la vida de Arato, libertador de Sición. 